# Tunis (gouvernement)
Tunis (Arabisch: ولاية تونس) is een van de 24 gouvernementen van Tunesië. De hoofdstad is Tunis. In 2014 telde het gouvernement 1.056.247 inwoners en het bestrijkt een oppervlakte van 346 vierkante kilometer. Daarmee is Tunis het kleinste gouvernement van Tunesië, maar wel dat met de meeste inwoners.
Het gouvernement Tunis (een zogenaamde wilaya) omvat de stad Tunis en een aantal omliggende plaatsen. De plaatsen die tot deze wilayah behoren zijn:
| Nr. | Naam                        | Aantal inwoners |
| --- | --------------------------- | --------------- |
| 1   | Tunis                       | 638.845         |
| 2   | Sidi Hassine                | 109.690         |
| 3   | La Goulette (Khalq-al-Wadi) | 45.711          |
| 4   | Le Bardo                    | 71.961          |
| 5   | La Marsa                    | 92.987          |
| 6   | Le Kram                     | 74.132          |
| 7   | Carthago                    | 17.010          |
| 8   | Sidi Bou Said               | 5.911           |
|     | Totaal                      | 1.056.247       |

Ariana · Béja · Ben Arous · Bizerte · Gabès · Gafsa · Jendouba · Kairouan · Kasserine · Kébili · Kef · Mahdia · Manouba · Médenine · Monastir · Nabeul · Sfax · Sidi Bouzid · Siliana · Sousse · Tataouine · Tozeur · Tunis · Zaghouan